# Andrea Carnevale
Andrea Alessandro Carnevale (Monte San Biagio, 12 januari 1961) is een Italiaans voormalig betaald voetballer die doorgaans als centrumspits speelde. Met SSC Napoli won Carnevale in 1989 de UEFA Cup / Europacup III en werd Italiaans landskampioen in 1987 en 1990. Carnevale is een 10-voudig Italiaans international en behaalde brons op het WK 1990 in eigen land. Daarnaast nam Carnevale met Italië deel aan de Olympische Zomerspelen 1988 in Seoel.

## Clubcarrière

### Beginjaren
Carnevale begon zijn loopbaan in 1978 en werd gedurende zijn carrière een alsmaar efficiëntere afwerker. Tijdens de beginjaren van zijn loopbaan verdedigde Carnevale achtereenvolgens de kleuren van Latina, Avellino, Reggiana, Cagliari en het Siciliaanse Catania. Met de rug naar doel was Carnevale een gevaarlijke speler voor de verdediging van de tegenpartij. Scoren was niet altijd een evidentie voor de Italiaan. Zo 'ontplofte' Carnevale pas echt als aanvaller van Udinese (1984–1986), waar zijn prestaties hem een transfer naar SSC Napoli opleverden. Carnevale scoorde zestien doelpunten uit 55 wedstrijden tijdens zijn verblijf in Udine.

### Napoli
Met Napoli mocht Carnevale in het seizoen 1988/89 deelnemen aan de voormalige UEFA Cup, sinds 2009 de UEFA Europa League. Carnevale, wiens teamgenoten naar de ronkende namen Diego Maradona en Careca luisterden, won met Napels de finale tegen het Duitse VfB Stuttgart over twee wedstrijden (wat in die tijd de regel was). Nadat Carnevale en zijn maats op het kwartier van de eerste wedstrijd (op San Paolo) op achterstand waren gekomen – doordat doelman Giuliano Giuliani een harde inzet van Stuttgart-aanvaller Maurizio Gaudino als reactie op een half verwerkte vrije schop niet wist te pareren – hing Maradona vanop de stip de bordjes gelijk en zette Careca met de late winning goal (87') San Paolo in lichterlaaie. Carnevale had echter kansen laten liggen op de gelijkmaker én de winning goal.
De terugwedstrijd in het Neckarstadion eindigde op een spectaculaire 3–3 (Jürgen Klinsmann keerde bij de Duitsers terug uit schorsing), voldoende voor winst.
In de Serie A scoorde Carnevale 31 doelpunten voor Napels. Carnevale werd met Napels tweemaal kampioen van de Serie A, in 1987 en 1990.
In 1987 won Carnevale de Coppa Italia in de finale tegen Atalanta Bergamo (3–0).

### AS Roma
In 1990 tekende Carnevale een contract bij AS Roma, waarvoor hij 51 competitiewedstrijden speelde en 15 keer scoorde. In 1994 verliet de aanvaller AS Roma.

### Latere carrière
In de laatste stadia van zijn loopbaan was Carnevale nog aanvalsleider van Pescara en daarnaast keerde hij tussendoor nog even terug naar Udinese (1994–1995).
Carnevale stopte in 1996 definitief met voetballen.

## Erelijst
| Competitie                  |        |                  |        |        |
| Competitie                  | Aantal | Jaren            |        |        |
| Napoli                      | Napoli | Napoli           | Napoli | Napoli |
| --------------------------- | ------ | ---------------- | ------ | ------ |
| Serie A                     | 2x     | 1986/87, 1989/90 |        |        |
| UEFA Cup                    | 1x     | 1988/89          |        |        |
| Coppa Italia                | 1x     | 1986/87          |        |        |
| Supercoppa Italiana         | 1x     | 1990             |        |        |
| Italië                      |        |                  |        |        |
| Wereldkampioenschap voetbal | 1x     | 1990             |        |        |